# Караталды
Караталды (каз. Қараталды) — упразднённое село в Зайсанском районе Восточно-Казахстанской области Казахстана. Входило в состав Карабулакского сельского округа. Код КАТО — 634639214. Ликвидировано в 2009 г.

## Население
В 1999 году население села составляло 18 человек (10 мужчин и 8 женщин). По данным переписи 2009 года, в селе проживали 32 человека (20 мужчин и 12 женщин).